# 木島則夫ハプニングショー
『木島則夫ハプニングショー』（きじまのりおハプニングショー）は、1968年5月18日から同年10月12日まで日本テレビ系列局で放送された生放送のワイドショー。木島則夫の冠番組。放送時間は土曜 22:30 - 23:30 (JST) 。

## 概要
「いま何が起こっているか」を視聴者に伝える番組として企画され、担当スタッフも報道・芸能・社会教養の3部門から集まって制作に取り組み、「常に生放送」「台本は作らない」をモットーに、ぶっつけ本番のカメラがとらえた素材を司会者が料理し、それをまたカメラが追うという型破りな番組。NET（現：テレビ朝日）系列の『モーニングショー』を降板したての木島則夫が、新たに取り組んだ異色作。

## 司会
- 木島則夫（当時日テレ局契約=嘱託アナウンサー）

## 第1回でのエピソード
第1回は、当時アングラ劇場が流行し、ヒッピー・フーテン族がたむろする「新宿」をテーマに、夜の新宿コマ劇場前に若者たちを集め、彼らと司会者のティーチ・インをもくろんだ。ところが、5000人を超える若者たちが集まり大混乱。番組の進行が不可能となった。司会者は発言を要求する若者たちに押され、近くの喫茶店へ逃げ込まざるを得なくなる。やがて開始20分後には、これを知った警視庁の第4機動隊が駆けつけ、警戒に当たった。もちろん、ライトを消して番組を中止すれば騒動は収まるわけだが、スタッフは、何が起ころうとあくまで写そうという姿勢を貫いた。
そして翌日の新聞は、社会面でこの騒ぎを報道し、「ハプニング」という言葉は当時の流行語となった。
後年、この回の映像の一部が『NHK×日テレ 60番勝負』にて放送された。